# Беркович, Израил
Израил Беркович (идиш ישראל בערקאָװיטש‎ — Исрул (Исроэл) Беркович, рум. Israil Bercovici; 20 декабря 1921, Ботошаны — 15 февраля 1988, Бухарест) — румынский еврейский писатель, поэт, драматург и переводчик, журналист, актёр, историк еврейского театра. Писал на идише.

## Биография
Из бедной семьи, занимался самовоспитанием, изучил несколько языков. Во время Второй мировой войны был заключён в трудовой концентрационный лагерь, где находился до освобождения наступающими войсками Красной Армии в 1944 году. После освобождения начал работать журналистом в различных периодических изданиях на идише в Румынии и за рубежом, в том числе в бухарестском «ИКУФ-блетер» (1946—1953) и трёхъязычном (идиш-иврит-румынском) еженедельнике «Revista Cultului Mozaic» (с 1956 года, в 1969—1972 годах — главный редактор по идишу и ивриту). С 1945 года жил в Бухаресте, где стал одним из основателей «Идишер култур фарбанд» (ИКУФ). Учился на зубного врача. В 1951 году окончил Высшую школу литературы при Союзе писателей СРР (член Союза писателей с 1949 года). Работал в редакции радиовещания на идише, впоследствии был заведующим этой  редакцией. Дебютировал как поэт в «ИКУФ-блетер» в начале 1950-х годов и в этот период придерживался социалистического реализма как в поэзии, так и в драматургии.
В 1955 году начал работать литературным секретарём и заведующим литературной частью в Бухарестском государственном еврейском театре (Teatrul Evreiesc de Stat din București), где работал до выхода на пенсию в 1982 году. На протяжении ряда лет был также постановщиком и содиректором этого театра. Перевёл на идиш ряд пьес мирового театрального репертуара, в том числе «Франк V» Ф. Дюрренматта (1964), «Уриэля Д'Акосту» К. Гуцкова (1968), «Строитель Сольнес» Генрика Ибсена (1972). Опубликовал собственные пьесы «Ди голдене фодем» (Золотая нить, 1963) об Авруме Гольдфадене и музыкальное ревю «А шнирл перл» (Жемчужное ожерелье, 1967), множество других пьес и ревю были написаны специально для постановок Бухарестского еврейского театра.
Издал три поэтических сборника «Ин ди ойгн фун шварцер каве» (В глазах чёрного кофе, 1974), «Функен ибер дойрес» (Искры через поколения, 1984) и «Флиендике ойсиес» (Улетающие буквы, 1984). Совместно с Ниной Кассиан переводил на румынский язык поэзию Ицика Мангера (эти переводы были изданы отдельной книгой «Balada evreului care a ajuns de la ceneşiu la albastru» в 1983 году).
Монументальный труд И. Берковича «Сто лет еврейского театра в Румынии: 1876—1976» (Ундерт йор идиш театер ин Руменье, 1976) вышел сначала на идише, а затем был переработан автором для издания на румынском языке «O sută de ani de teatru evreiesc în România» (1982, 2-е издание — 1998). Публиковал также прозу мемуарного характера.

## Семья
Жена — Мириам Лея Корбер (1923, Кымпулунг-Молдовенеск — ?), выпускница Ясского университета, врач (детский онколог); дочь Ада (1953—1996). Внук — филолог и литературный критик Эмануэл Улубяну (Emanuel Ulubeanu, род. 1987).